# Ziasos
Ziasos va ser un grup català de teatre independent iniciat a Barcelona el novembre de 1974, creat i format per actors provinents de l'Institut del Teatre, amb Carles Sala i Albert Dueso entre d'altres. Les seves obres van ser principalment treball col·lectiu, en què fusionaven el text amb l'expressió corporal. Aquest grup va també participar en la sèrie de televisió Terra d'escudella.
Alguns dels actors del col·lectiu: Albert Dueso, Carles Sala, Antoni Rodes, Albert Moyà, Assumpció Rodríguez, Juanjo Cardenal, Ramon Hoste, Patrici Falcó.
Carles Sala en el seu in memoriam de l'actor Albert Dueso comenta que va ser el primer grup format per estudiants sortits de l'Institut del Teatre, en una època en què el nou director, Hermann Bonnín, va convidar els actors del teatre independent a implicar-s'hi. «Vam comprar de segona mà una camioneta que duia el rètol de Lejía Guerrero i amb ella vam fer el vehicle de la companyia».

## Obres
- El Loco (més tard El Bosco) (1974), interpretada al saló teatre de l'Institut d'Estudis Norteamericans de Barcelona. Aquesta obra es va inspirar en imatges de Hieronymus Bosch, textos de Baudelaire i Rimbaud i música extreta del Misteri d'Elx.[2][3]

- El señor de Mockinpott (1975)[4]

- Blanca i l'Atzar, amors de port i de mar: les noces i el rapte (1978), representada durant les Festes de la Mercè a Barcelona.[5]